# 旧国鉄士幌線コンクリートアーチ橋梁群

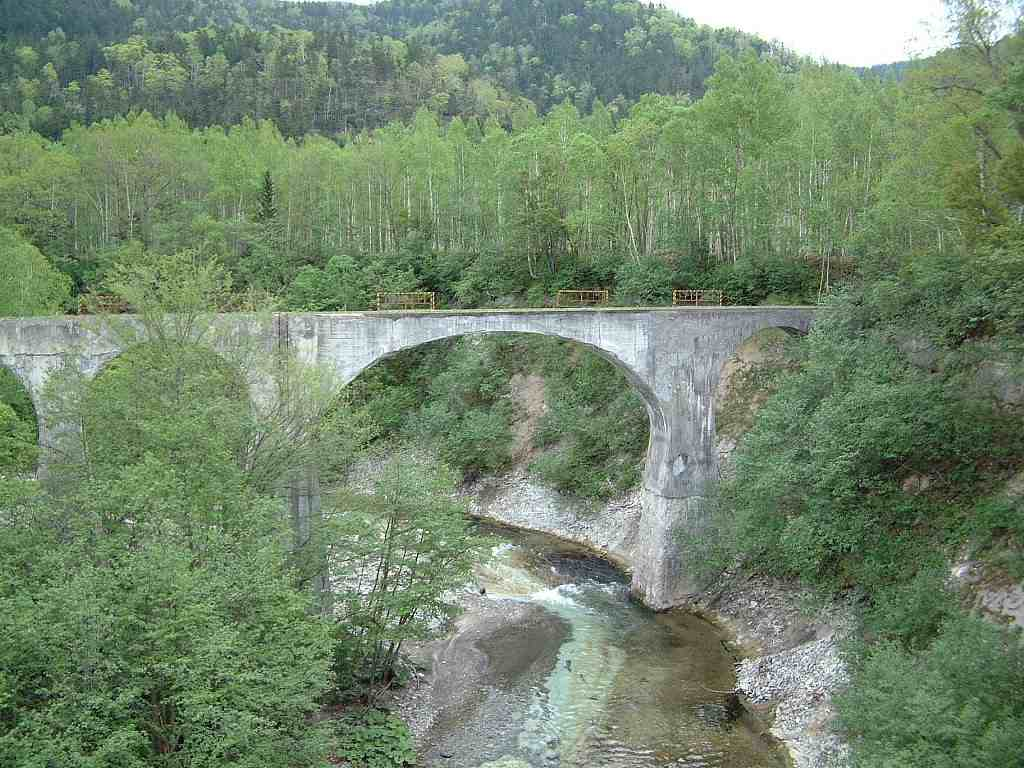
旧士幌線 第五音更川橋梁

旧国鉄士幌線コンクリートアーチ橋梁群（きゅうこくてつしほろせんコンクリートアーチきょうりょうぐん）は、北海道上士幌町の一級河川十勝川水系音更川とその支流に架かる旧日本国有鉄道士幌線のアーチ橋梁群である。昭和初期に士幌線の延伸により架橋された、または、昭和中期に糠平ダム建設に伴う路線の切替のため新線として架橋された。これらは貴重な土木遺構として北海道遺産や近代化産業遺産に認定されており、そのうち5橋が国の登録有形文化財（建造物）にも登録されている。

## 歴史
- 1934年（昭和9年）: 士幌線の上士幌駅 - 十勝三股駅間着工。
- 1939年（昭和14年）: 十勝三股駅までの延伸部分が開業・全通。
- 1955年（昭和30年）: 糠平ダム建設のため清水谷駅 - 幌加駅間ルート変更。旧ルートは糠平湖に水没。
- 1987年（昭和62年）: 第2次特定地方交通線として全線廃止。
- 1997年（平成9年）: 上士幌町にひがし大雪アーチ橋を保存する会が発足。
- 1998年（平成10年）: アーチ橋保存基金条例が成立。上士幌町がアーチ橋梁群を取得[4]。
- 1999年（平成11年）: 勇川橋梁、十三の沢橋梁、第五音更川橋梁、第三音更川橋梁が国の登録有形文化財に登録[5][6][7][8]。
- 2001年（平成13年）: 北海道遺産に第一回選定で認定。
- 2003年（平成15年）: 第六音更川橋梁が国の登録有形文化財に登録[9]。
- 2006年（平成18年）: ヘリテージング100選に選定[10]。
- 2009年（平成21年）: 経済産業省が近代化産業遺産続33に認定。
- 2021年（令和3年）4月 : 第二音更川橋梁に縦2 m 横2.5 m 程度の落書きがされていることが判明[11][12]、地元の建設業者と塗装業者によって同年6月に除去された[12]。

## 現存橋梁

### 在来線
- 勇川橋梁
- 第三音更川橋梁
- 第二音更川橋梁
- 第四音更川橋梁
- タウシュベツ川橋梁
- 第五音更川橋梁
- 第六音更川橋梁
- 十三の沢橋梁

### 新設線
- 糠平第一陸橋
- 下の沢陸橋
- 中の沢陸橋
- 糠平川橋梁
- 三の沢橋梁
- 五の沢橋梁